# 早川清
早川清（はやかわ きよし、1912年7月28日 - 1993年7月9日）は、早川書房の創業者、社長。東京府（現：東京都）生まれ。

## 経歴
専修大学経済学部卒業。大学時代は相撲部に参加。海音寺潮五郎、戸川貞雄主催の同人誌『文学建設』に、黒沼健、乾信一郎らとともに参加。
1935年に早川書房を設立。1945年8月に正式に創業し、文芸書、演劇書を中心として出版を始め、1947年演劇雑誌『悲劇喜劇』を創刊、1952年、株式会社に改組し社長に就任する。
海外ミステリーの翻訳に力を入れ、1953年よりハヤカワ・ポケット・ミステリを創刊し今日まで続いている。1956年『エラリイ・クイーンズ・ミステリマガジン』を創刊、1966年より『ミステリマガジン』として続いている。1959年に『S-Fマガジン』を創刊し、日本におけるSFの育成に役割を果たした。
1993年7月9日没。死去直前まで書き続けた『悲劇喜劇』の編集後記は、『編集後記 - 悲劇喜劇 1966-1993』（早川書房、1994年、非売品）として一冊にまとまっている。
1999年4月に設立された「財団法人早川記念文学振興財団」は、2011年2月公益財団法人の認定を受け、2011年4月1日「公益財団法人 早川清文学振興財団」に改称された。
息子の早川浩は『S-Fマガジン』第5代編集長を経て、1989年、早川書房第2代社長に就任した。